# Мансанільйо (Коліма)
Мансані́льйо (ісп. Manzanillo) - місто на тихоокеанському узбережжі Мексики, центр однойменного муніципалітету Мексики, у складі штату Коліма. Населення - 161 420 осіб (2010 рік).
Місто Мансанільйо обслуговується Міжнародним аеропортом Плая-де-Оро.

## Історія

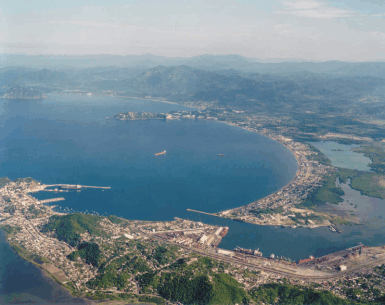
Мансанільйо

Місто засноване в 1873 році.

## Клімат
Місто знаходиться у зоні, котра характеризується кліматом тропічних саван. Найтепліший місяць — липень із середньою температурою 28.9 °C (84 °F). Найхолодніший місяць — березень, із середньою температурою 23.3 °С (74 °F).
| Клімат Мансанільйо      | Клімат Мансанільйо | Клімат Мансанільйо | Клімат Мансанільйо | Клімат Мансанільйо | Клімат Мансанільйо | Клімат Мансанільйо | Клімат Мансанільйо | Клімат Мансанільйо | Клімат Мансанільйо | Клімат Мансанільйо | Клімат Мансанільйо | Клімат Мансанільйо | Клімат Мансанільйо |
| Показник                | Січ.               | Лют.               | Бер.               | Квіт.              | Трав.              | Черв.              | Лип.               | Серп.              | Вер.               | Жовт.              | Лист.              | Груд.              | Рік                |
| Абсолютний максимум, °C | 33                 | 32                 | 30                 | 33                 | 32                 | 36                 | 35                 | 35                 | 35                 | 33                 | 37                 | 32                 | 37                 |
| Середній максимум, °C   | 28                 | 28                 | 27                 | 27                 | 28                 | 30                 | 31                 | 31                 | 31                 | 31                 | 30                 | 28                 | 29                 |
| Середня температура, °C | 24                 | 23                 | 23                 | 23                 | 25                 | 27                 | 28                 | 28                 | 28                 | 28                 | 26                 | 25                 | 26                 |
| Середній мінімум, °C    | 20                 | 20                 | 19                 | 20                 | 22                 | 25                 | 25                 | 25                 | 25                 | 25                 | 22                 | 21                 | 22                 |
| Абсолютний мінімум, °C  | 12                 | 12                 | 12                 | 13                 | 12                 | 12                 | 18                 | 17                 | 20                 | 16                 | 16                 | 13                 | 12                 |
| Днів з опадами          | 1                  | 0                  | 0                  | 0                  | 0                  | 2                  | 5                  | 5                  | 6                  | 2                  | 1                  | 0                  | 22                 |
| ----------------------- | ------------------ | ------------------ | ------------------ | ------------------ | ------------------ | ------------------ | ------------------ | ------------------ | ------------------ | ------------------ | ------------------ | ------------------ | ------------------ |
| Джерело: Weatherbase    |                    |                    |                    |                    |                    |                    |                    |                    |                    |                    |                    |                    |                    |